# Esarcus baudii
Esarcus baudii is een keversoort uit de familie boomzwamkevers (Mycetophagidae). De wetenschappelijke naam van de soort werd in 1889 gepubliceerd door Georg Karl Maria Seidlitz.